# Zarqa
Zarqa (eller Az-Zarqa) er en by i det nordlige Jordan, der med et indbyggertal på cirka 481.300 (2013) indbyggere er landets næststørste by. Byen er hovedstad i et governorat af samme navn og er Jordans industrielle centrum, med over 50 procent af landets fabrikker.